# غرفسمولن
غرفسمولن (بالألمانية: Grevesmühlen) هي بلدة ألمانية تقع في ألمانيا في مكلنبورغ فوربومرن.[بحاجة لمصدر] يقدر عدد سكانها بـ 10,945 نسمة .

## المدن التوأمة
مدينة Laxå Municipality هي مدينة توأمة لـغرفسمولن.

## أعلام
- ينس فويجت
- يورغ هاكر
- كارستن يانكر
- تيمو لانجه
- لودويغ غوتهارد كوزجارتن